# Asplenium kaulfussii
Asplenium kaulfussii là một loài dương xỉ trong họ Aspleniaceae. Loài này được Schltdl. mô tả khoa học đầu tiên.